# Uvira
Uvira er en by strategisk placeret i Sydkivu-provinsen i den østlige region af Den Demokratiske Republik Congo, med et areal på cirka 16 kvadratkilometer og med en anslået befolkning på 726.000 mennesker i 2024. Den grænser op til Tanganyika-søen og Ruzizi-floden mod øst.  Søen og floden er samtidig naturlige grænser mellem DRC og Burundi. Den ligger i lav højde på Ruzizi-sletten, mellem vandskellet Congofloden/Nilen og Mitumba-bjergene.
Den er det økonomiske og transportmæssige knudepunkt for Uvira-territoriet og er også hjemsted for det romersk-katolske bispedømme i Uvira. Uvira regnes som en robust handelsby med fiskeindustri og kulturarv.
Uvira har været kraftigt påvirket af langvarige konflikter og hyppige befolkningsfordrivelser, som har påvirket byen og de omkringliggende regioner i næsten fire årtier.

## Geografi
Uvira ligger ved nordenden af Tanganyika-søen. Mod nord ligger Kavimviras varme kilder og Nyangara-sumpene; mod syd ligger Ruzizifloden, der danner en naturlig grænse med Kalungwe-gruppen af Bavira Chiefdom.  Tanganyika-søen og Burundi grænser op til den mod øst, mens Mitumbabjergene rejser sig mod vest. Kalundu, en søhavn der ligger i den sydlige ende af byen, fungerer som forbindelsespunkt for skibstransport til Kalemie i Tanganyika-provinsen, Kigoma i Tanzania, Pulungu i Zambia og Bujumbura. Selv om byen ligger cirka 120 km syd for Bukavu (Syd-Kivus hovedstad), er Uvira tilgængelig ad vej fra Bukavu og Bujumbura og er 60 km fra Fizi-territoriet. Tanganyika-søen danner basis for blomstrende fiskeri- og transportindustrier.

## Historie
Uvira har en lang og indviklet historie påvirket af konvergensen af forskellige etniske grupper over tid. Ifølge tidlige beretninger af Alfred Moeller de Laddersous var regionens oprindelige indbyggere Bazoba, et samfund af fiskere ved Tanganyikasøens kyster. Regionen blev efterfølgende besat af Banyalenge (eller Benelenge), immigranter, der fik deres navn fra deres høvding, Lenge, som sandsynligvis migrerede fra Maniema omkring det 17. århundrede. Med tiden blev Banyalenge kendt som Bavira og opstod som den etniske gruppes regerende klan.

### Europæiske opdagelsesrejsende
Igennem det 19. århundrede gennemførte flere europæiske opdagelsesrejsende ekspeditioner til Uvira. I 1857-1858 påbegyndte Richard Francis Burton og John Hanning Speke en ekspedition, der bragte dem til Tanganyika-søen, mens Henry Morton Stanley i 1871 sluttede sig til David Livingstone ved Ujiji, en by beliggende i Kigoma-Ujiji-distriktet i Kigoma-regionen, hvor de udforskede udmundingen af Ruzizi-floden. I 1898 etablerede løjtnant Chargeois en stilling i Uvira over for den, tyskerne havde etableret i Bujumbura på den modsatte side af søen, et år tidligere i 1897. Han fik straks selskab af katolske missionærer.

### Barundi og Banyarwanda immigration
Regionen oplevede i sidste halvdel af det 19. århundrede en tilstrømning af immigranter fra Barundi og Banyarwanda. Barundi-immigranterne var overvejende tutsier, ledsaget af et mindre antal hutuer, som blev indkvarteret på Ruzizisletten af Bafuliiru. De spredte sig senere til forskellige lokaliteter i Uvira. Omvendt var størstedelen af Banyarwanda-immigranterne for det meste tutsi-hyrder, som blev indkvarteret af Fuliiru-høvdingen i Mulenge og Upper Sange, hvor de gradvist etablerede deres tilstedeværelse. Under den rwandiske revolution og det rwandiske folkedrab bosatte et betydeligt antal flygtninge sig i forskellige regioner i Uvira.

### Arabisk-swahili slavehandel
Mellem 1850'erne og 1890'erne tjente Burundis kystlinje som omladningshavn for slavetrafikken fra den østlige del af Fristaten Congo. Arabiske-swahili købmænd, som hovedsagelig var krigsherrer der involveret i slavehandelen i Det Indiske Ocean, skaffede slaver fra området med henblik på handel. De opererede hovedsageligt især i områder som Uvira, Katanga, Nyangwe, Kasaï, Kabinda, Kirundu og Baraka.